# Falls Best
Albums de Chokebore
A Part from Life
(2003)
Falls Best est le quatrième extended play de Chokebore, et le dernier en date. Il vient après 8 années de silence depuis l'album live A Part from Life (2003) et 9 années pour ce qui est des enregistrements studio (It's a Miracle (2002)). Il fait suite à la reformation du groupe en 2010.
Il est sorti le 10 octobre 2011, uniquement en Europe, chez Vicious Circle Records, et au format vinyle 12 pouces (catalogue : REVERB116).
Lawsuit, Get Blonder et Awesome ont été enregistrées au Coxinhell Studio à Saint-Aygulf, Defenders et Joy l'ont été au Normal Bias Studio à Berlin (alors que la section de batterie pour la chanson Joy a été enregistré séparément au GRAE Studio à Los Angeles). .
Toutes les chansons ont été composées par Chokebore.

## Titres
Face A
1. Lawsuit
2. Get Blonder
3. Defenders

Face B
1. Joy
2. Awesome